# 96식 장륜장갑차

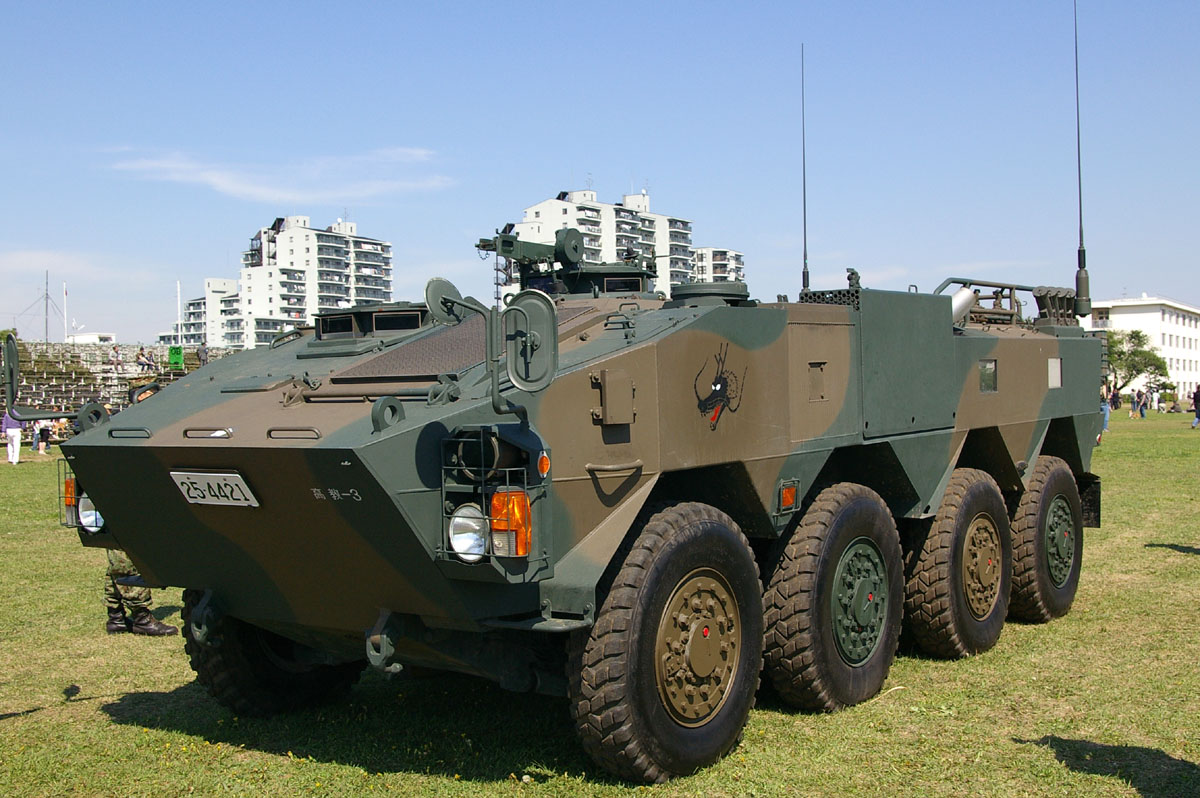
일본 96식 장륜장갑차

96식 장륜장갑차(Type 96 Armored Personnel Carrier)는 1996년에 실전배치된 일본 육상자위대의 8x8 차륜형 장갑차이다. 무게 14.6톤, 대당 160만 달러(20억원)이며, 2014년 현재 365대를 사용중이다.
무게가 14.6톤으로 매우 가벼워서, 록히드 C-130 허큘리스 수송기에 탑재해 전 세계에 신속한 파병이 가능하다.

## 같이 보기
- 모바그 피라냐